# Schillerstraße 55 (Mönchengladbach)

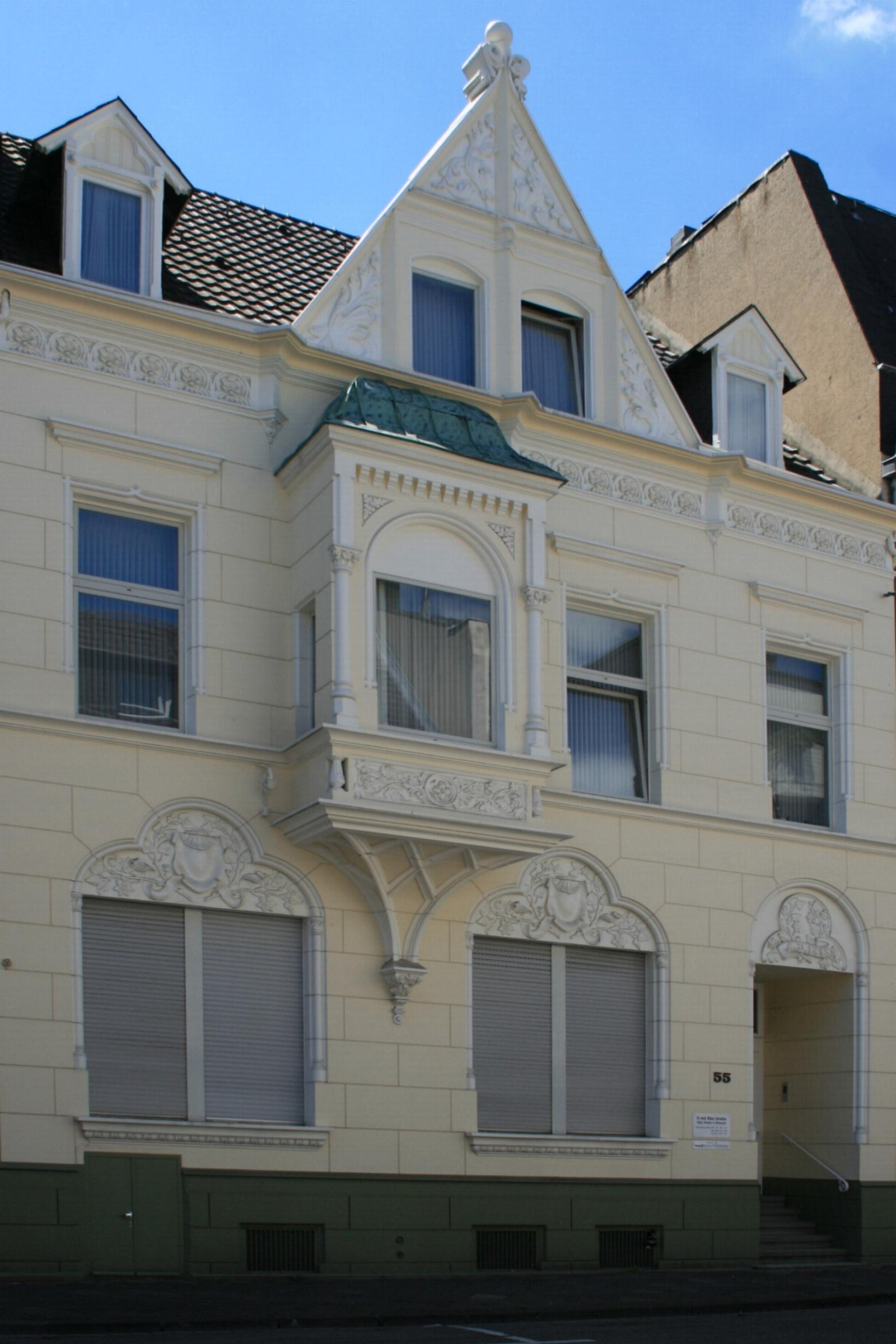
Wohnhaus (2010)

Das Wohnhaus Schillerstraße 55 steht im Stadtteil Gladbach in Mönchengladbach (Nordrhein-Westfalen).
Das Gebäude wurde 1898 erbaut und unter Nr. Sch 040 am 7. August 1990 in die Denkmalliste der Stadt Mönchengladbach eingetragen.

## Lage
Das Objekt liegt im historischen Stadterweiterungsgebiet zwischen Altstadt und Eicken in der Schillerstraße als Querverbindung zwischen Hohenzollern- und Hindenburgstraße.

## Architektur
Das Haus Nr. 55 bildet mit den Nachbarhäusern Nr. 53 und 57 ein geschlossenes Ensemble. Es handelt sich um ein dreigeschossiges, unregelmäßig mehrachsiges traufenständiges, mit einer Lukarne versehenes Wohnhaus aus dem Jahre 1898.